# Elza Fromm-Trinta
Elza Fromm-Trinta (* 1934) ist eine brasilianische Botanikerin. Ihr offizielles botanisches Autorenkürzel lautet „Fromm“.

## Leben und Wirken
Ihre ersten Veröffentlichungen erschienen bereits 1968, erst 1978 jedoch erschien ihre Dissertation, die Revisão Das Especies Do Genero Genlisea St.-Hil. (Lentibulariaceae) Das Regiões Sudeste E Sul Do Brasil (=Revision der Gattung Genlisea in Südost- und Süd-Brasilien).
Einer ihrer Schwerpunkte waren die Wasserschlauchgewächse (Lentibulariaceae). Ihre Arbeiten über die Reusenfallen (Genlisea) Südamerikas, darunter zwei Revisionen, sind bis heute Standardwerke. Mehrere Arten der Gattung beschrieb sie neu, ebenso die Wasserschlauchart Utricularia poconensis. Neben den Lentibulariaceae arbeitete sie vor allem über die Kapuzinerkressengewächse und die Trigoniaceae.
Von 1989 bis 1997 veröffentlichte sie in Kooperationen zahlreiche Bände für die Flora Ilustrada Catarinense. Elza Fromm-Trinta hat sich danach vom Beruf zurückgezogen.

## Werke (Auswahl)
- Tropaeolaceae, in: Flora Ecológica de Restingas do Sudeste do Brasil - Vol. IX, 1969, Rio de Janeiro
- Lentibulariaceae, in: Flora Ecológica de Restingas do Sudeste do Brasil - Vol. XXI, 1972, Rio de Janeiro
- Tropeoláceas mit B. Sparre, 1972, in: Reitz, R.: Flora Ilustrada Catarinense, Santa Catarina
- Revisao Das Especies Do Genero Genlisea St.-Hil. (Lentibulariaceae) Das Regioes Sudeste E Sul Do Brasil, 1978, Universidade Federal do Rio de Janeiro, Rio de Janeiro
- Revisao Do Genero Genlisea St.-Hil. (Lentibulariaceae) No Brasil, 1981, in: Bol. Mus. Nac., N.S., Bot., Nr. 61
- Lentibulariaceae do Brasil. Utriculárias aquáticas., 1985, in: Bradea, 4(29): 188–210
- O gênero Utricularia L. no Brasil III. Espécies da região Nordeste., 1989, in: Bradea 5(17): 188–195.
- Loasáceas mit E. Santos, 1985, in: Reitz, R.: Flora Ilustrada Catarinense, Santa Catarina
- Campanuláceas mit E. Santos, 1989, in: Reitz, R.: Flora Ilustrada Catarinense, Santa Catarina
- Magnoliáceas mit E. Santos, 1996, in: Reitz, R.: Flora Ilustrada Catarinense, Santa Catarina
- Winteráceas mit E. Santos, 1997, in: Reitz, R.: Flora Ilustrada Catarinense, Santa Catarina